# Julian Joseph
Julian Joseph (* 11. Mai 1966 in Hammersmith, London) ist ein britischer Jazz-Pianist, Komponist, Arrangeur, Bandleader und Musikjournalist für Radio und TV.

## Leben
Josephs Eltern stammten aus der Karibik, er selbst wuchs in London (Wandsworth) auf. Seine drei Brüder sind ebenfalls Musiker. Er erhielt eine klassische Musikausbildung (Klavier, nach eigenen Worten begann er schon mit 12 Jahren zu komponieren), besuchte aber schon als Schüler Jazz-Kurse am „Weekends Arts College“. 1985 ging er an das Berklee College of Music in Boston. Danach spielte er in den Bands von Branford Marsalis und mit Courtney Pine. Seit den 1990er Jahren tritt er neben Solo-Konzerten mit eigenen Gruppen im Trio oder Quartett auf. Seit 1994 leitet er auch eine Bigband, die zum Beispiel bei den „Late Night at the Proms“ 1995 spielte und das London Jazz Festival 2002 mit Josephs dreisätziger Komposition The Great Sage eröffnete, die Wayne Shorter und dem Filmkomponisten Patrick Gowers gewidmet ist. Für das „City of London Festival“ arrangierte er 2003 George Gershwins Rhapsody in Blue für Bigband. Als Komponist bezieht er auf Jazz-Grundlage die verschiedensten musikalischen Einflüsse ein, darunter Filmmusik, englische Folklore, westindische Musik und klassische Musik. Als Pianist begleitet er auch Sängerinnen wie Mica Paris und Emilíana Torrini.
Neben seinen Jazz-Aktivitäten spielt er auch gelegentlich klassische Musik in Konzerten, zum Beispiel Bartók, Prokofiev, sowie 1993 George Gershwins Rhapsody in Blue mit dem BBC Scottish Symphony Orchestra, und ist an Projekten beteiligt, die klassische Musik mit Jazz verbinden, zum Beispiel mit der Violinistin Viktoria Mullova („Through the looking glass“). In einer Konzerttournee „Imaginary Line“ mit dem Pianisten Marcelo Bratke stellten sie an zwei Flügeln 2005 klassische Musik (Darius Milhaud, Francis Poulenc, Igor Stravinsky) und Jazz (Thelonious Monk, Duke Ellington, Chick Corea, Bill Evans, George Gershwin) gegenüber.
Von April 2000 bis Februar 2007 hatte er auf Radio BBC 3 wöchentlich Freitags die einstündige Sendung „Jazz Legends“, die sich jeweils einem Aspekt der Jazzgeschichte widmete und in denen er auch viele berühmte Jazzmusiker interviewte. Seit 2007 gehört er zum Team von „Jazz Line Up“ bei BBC 3. Daneben schuf er auch Fernsehreihen zum Thema Jazz, u. a. „Jazz with Julian Joseph“ auf Meridian TV und eine Serie für Artworld Channel von Sky TV.
1992 schrieb er zusammen mit Julian Sands den Soundtrack zum Film Tale of a Vampir. Im Juli 2007 wurde seine Jazz-Oper Bridgetower – A Fable of 1807 beim City of London Festival uraufgeführt, die von dem Violinisten George Bridgetower handelt, der vor dem britischen König George III. spielte und Beethoven zur Kreutzersonate inspirierte. Da Bridgetowers Vater aus Barbados stammte, wird aber auch das Thema Sklavenhandel und das Verhältnis der Europäer zu Bürgern schwarzer Hautfarbe angesprochen (Joseph gehört selbst zur „black community“ Londons).
Er ist eine wichtige Persönlichkeit im Kulturbetrieb Londons, vom Bürgermeister Ken Livingstone deshalb als „Creative Industries Luminary for London“ ausgezeichnet. Seine Kompositionen sind sogar Teil der Jazz-Prüfungs-Standards an den Musikschulen in England, in deren Beratungskommission „Associated Board of the Royal Schools of Music“ er sitzt.

## Diskografische Hinweise
- The Language of Truth (East West, 1991) mit Jean Toussaint, Alec Dankworth, Mark Mondesir, Sharon Musgrave Gesang
- Reality (East West 1994) mit Jean Toussaint, Peter King, Charnett Moffett, Wayne Batchelor, Mark Mondesir
- In Concert at the Wigmore Hall (1995, mit Eddie Daniels, Johnny Griffin, Jason Rebello am zweiten Klavier, Alec Dankworth)
- Universal Traveller (1996, Trio mit Reginald Veal (kb), Mark Mondesir)